# Ginnastica artistica

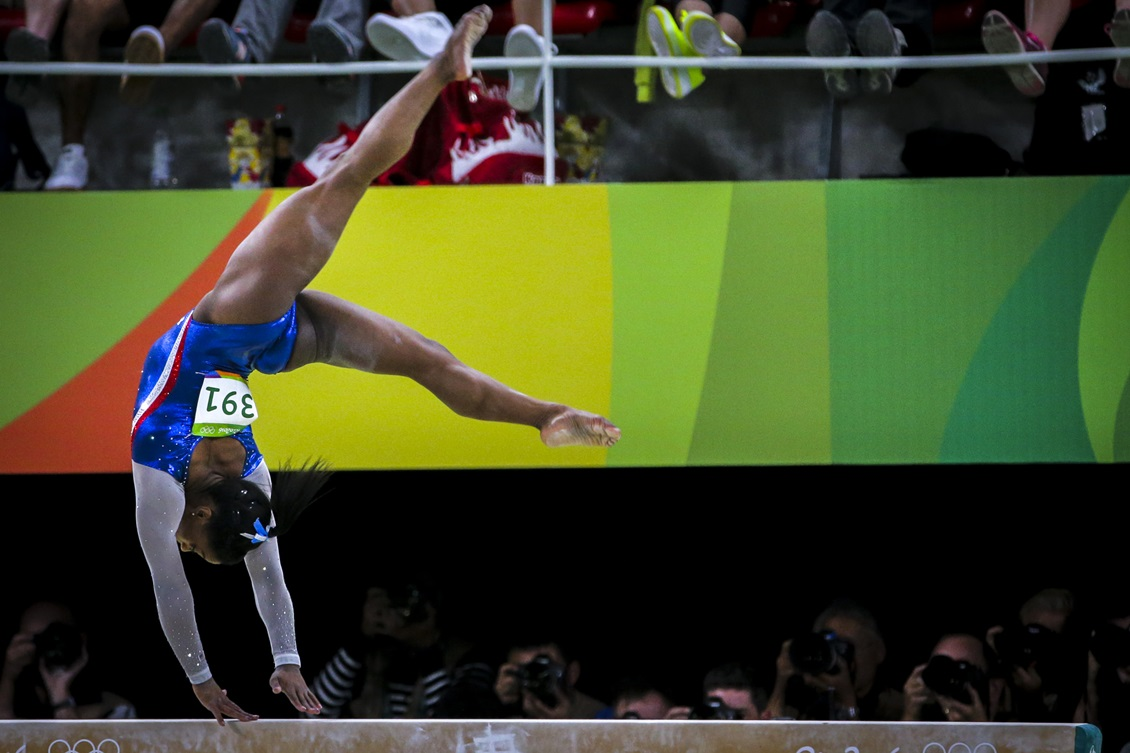
Simone Biles sulla trave alle Olimpiadi 2016

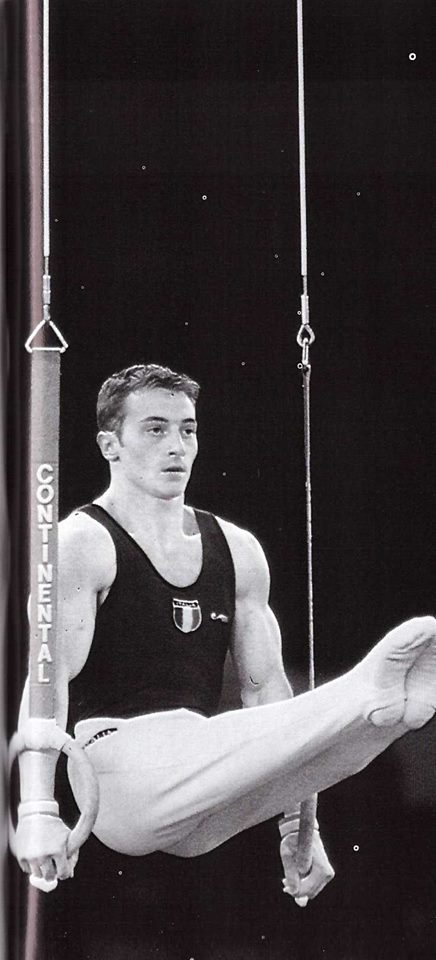
Jury Chechi agli anelli durante le Olimpiadi di Atlanta 1996

La ginnastica artistica  è uno sport e una disciplina olimpica. Appartiene alla macro-area della ginnastica e si divide nella sezione maschile e femminile.
La ginnastica artistica maschile prevede sei differenti specialità, ovvero sei differenti attrezzi sui quali il ginnasta può eseguire i suoi esercizi: il corpo libero, il volteggio, le parallele simmetriche, il cavallo, gli anelli e la sbarra.
La ginnastica artistica femminile prevede quattro differenti specialità, ovvero quattro differenti attrezzi sui quali la ginnasta può eseguire i suoi esercizi: il corpo libero e il volteggio (in comune con la maschile), le parallele asimmetriche e la trave.
L'atleta di tale disciplina, il/la ginnasta, sostiene allenamenti più o meno intensi, rispetto al suo livello tecnico di appartenenza. L'allenamento serve per studiare, assimilare e acquisire i numerosi elementi ginnici, per i quali è necessario sviluppare diverse caratteristiche: coordinazione, mobilità articolare, forza, velocità, ritmo, agilità, dinamismo.

## Storia
Le origini della ginnastica artistica sono molto antiche; si possono individuare in diverse culture, quali quella cinese, egizia e micenea.
Per quanto riguarda i Greci, la ginnastica fu prima praticata dai Dori. Si deve però precisare che gli antichi, per «ginnastica artistica» , non intendevano quello che intendiamo noi oggi, bensì quegli esercizi fisici che corrispondono all'attuale atletica leggera, alla lotta, al pugilato.
La ginnastica non incontrò eccessivo favore nell'età romana. I romani, che pure non disprezzavano gli esercizi fisici in funzione militare, non apprezzavano la ginnastica perché la ritenevano propria degli schiavi o degli stranieri e perché erano contrari a mostrarsi nudi in pubblico.
Solo dopo il Mille la cultura fisica riacquistò importanza in Europa.
Nel diciannovesimo secolo si giunse all'attuazione di una ginnastica scientifica, che si basava su esercizi come la corsa e i salti, per opera soprattutto di F.L. Jahn, che inaugurò a Berlino la prima palestra pubblica all'aperto. Introdusse, inoltre, l'uso degli attrezzi. Nello stesso periodo lo svedese Pehr Henrik Ling ideò, in contrasto con l'attrezzistica di Jahn, un metodo ginnico creato per sviluppare progressivamente il corpo secondo le sue possibilità.

Adolf Spiess, in Germania, si dedicò allo sviluppo della ginnastica collettiva.

In seguito dalla fusione del metodo di Jahn e quello di Spiess nacque la moderna ginnastica artistica (sistema Jahn/Spiess).
In Italia nel 1807 Girolamo Bagatta introdusse la ginnastica nel suo istituto a Desenzano, frequentato dai giovani delle migliori famiglie lombarde e venete.
Il maggior sviluppo di queste attività sportive si ebbe però in Piemonte, dove R. Obermann introdusse l'istruzione ginnica degli allievi dell'accademia militare.

Dal 1830 al 1860 nacquero in Italia parecchie associazioni ginniche, che federandosi nel 1869 a Venezia diedero origine alla Federazione Ginnastica d'Italia. Dodici anni dopo fu fondata la Federazione Internazionale di Ginnastica (Liegi 1881).

## Attrezzi
Esistono vari attrezzi utilizzati nella disciplina della ginnastica artistica. 
Gli atleti bagnano gli staggi e i paracalli con dell'acqua e possono anche applicare della magnesia per impedire di scivolare, quest'ultima può essere applicata anche sulle mani.

### Attrezzi femminili
Gli attrezzi utilizzati dal settore femminile (GAF) sono quattro, due condivisi con il settore maschile: il corpo libero e il volteggio; due utilizzati solo in questo settore: le parallele asimmetriche e la trave.

#### Parallele asimmetriche

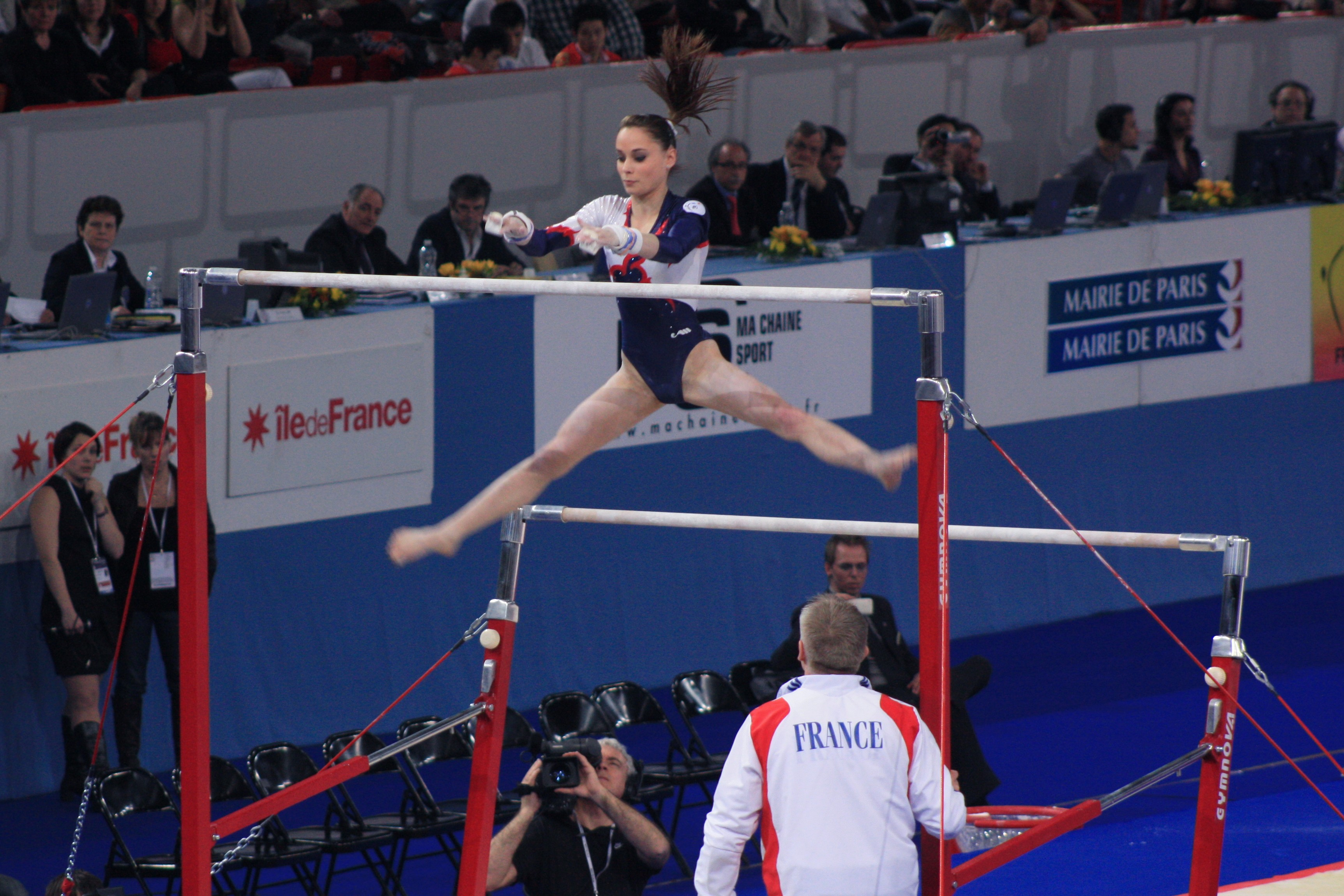
Pauline Morel alle parallele asimmetriche

Le parallele asimmetriche (in inglese "uneven bars", abbreviato in UB), o comunemente "parallele", sono un attrezzo che richiede forza nelle braccia, elasticità e dinamismo. Le ginnaste eseguono movimenti in gran velocità e i passaggi più spettacolari sono quelli caratterizzati dai grandi salti con ripresa dello stesso staggio oppure passando da uno staggio all'altro. L'esercizio inizia con un'entrata e termina con un'uscita, nella quale la ginnasta si stacca definitivamente dallo staggio ed atterra sul tappeto. Le parallele sono un attrezzo molto bello da vedere e anche molto difficile con tanti passaggi e verticali

#### Trave

Elisabetta Preziosa sulla trave di equilibrio, alle Olimpiadi di Londra 2012

La trave di equilibrio (in inglese "balance beam", abbreviato in BB), o comunemente "trave", è un attrezzo su cui l'atleta deve eseguire una routine composta da salti, elementi acrobatici, giri ed elementi artistici in un tempo massimo di 1 minuto e 30 secondi. Se l'atleta supera il tempo stabilito è prevista una penalità sul punteggio finale dell'esecuzione. L'esercizio inizia con un'entrata e termina con un'uscita, nella quale la ginnasta si stacca definitivamente dall'attrezzo ed atterra su un tappeto. Secondo il regolamento della Federazione Internazionale, la trave deve essere posta ad un'altezza di 125 cm, deve essere lunga 5 m e larga 10 cm. Per eseguire correttamente l'attrezzo occorrono tanto equilibrio e precisione. Per questo motivo è raro eseguire un esercizio perfetto.

### Corpo libero
Il corpo libero (in inglese "floor exercise", abbreviato in FX) maschile prevede una serie di esercizi senza musica e senza l'ausilio di strumenti specifici al di fuori del suolo, termine col quale si può alternativamente definire il corpo libero. Per il corpo libero si ricorre all'uso di un quadrato ampio 12×12 metri, con un metro di "sicurezza" intorno. Il corpo libero femminile si svolge su una pedana in tutto simile a quella del corpo libero maschile. Esso prevede una serie di esercizi collegati a elementi coreografici, accompagnati da una base musicale. Gli elementi sono eseguiti in diagonale mentre i salti posso essere eseguiti anche in orizzontale o in verticale, inoltre deve essere eseguita una coreografia a terra. 
L'uscita dalla pedana porta a una penalità per entrambi i settori.

### Volteggio

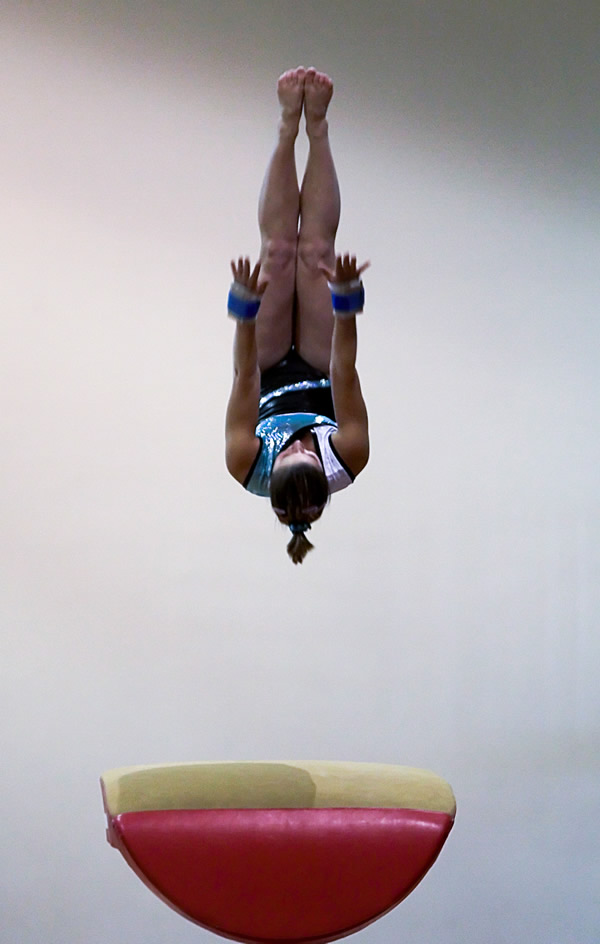
Ginnasta in aria mentre esegue un volteggio. È visibile la nuova tavola da volteggio, imbottita, che sostituisce il "cavallo", utilizzato per la specialità fino al 2001.

Nel volteggio (in inglese "vault", abbreviato in VT) il o la ginnasta corre lungo una corsia, non più lunga di 25 metri, batte a 2 piedi su una pedana posizionata davanti alla tavola e dopo aver appoggiato le mani sull'attrezzo esegue l'esercizio. Il punteggio si basa su diversi parametri. I ginnasti devono arrivare al suolo in modo pulito, senza salti o passi successivi all'atterraggio, ed entro una porzione definita del tappeto. Devono inoltre dimostrare una buona tecnica ed esecuzione del volteggio stesso. Cadute, passi, tecnica scadente ed elementi eseguiti in maniera non ottimale portano a una sottrazione di punti, così come anche il mantenere troppo a lungo le mani sulla tavola o il tocco dei piedi sulla tavola. Per poter vincere una medaglia in questa specialità sono necessari due salti. Per poter competere nel concorso generale individuale o nella finale a squadre, uno solo. Per ottenere un buon punteggio occorrono precisione e dinamicità.

### Attrezzi maschili
Gli attrezzi utilizzati dal settore maschile (GAM) sono sei, due condivisi con il settore femminile: il corpo libero e il volteggio; quattro utilizzati solo in questo settore: gli anelli, il cavallo con maniglie, le parallele simmetriche e la sbarra.

#### Anelli
Gli anelli (in inglese "still rings", abbreviato in SR) hanno un esercizio che dura circa un minuto, durante il quale il ginnasta tiene posizioni isometriche e compie passaggi dinamici, terminando con un salto detto uscita. L'attuale Codice dei Punteggi prevede che l'esercizio sia composto da 10 difficoltà, tra le quali devono esserci necessariamente movimenti di slancio, posizioni di forza, movimenti di slancio combinati a posizioni di forza, combinazioni tra 2 posizioni di forza (come la croce e la rondine), e deve terminare necessariamente con un'uscita.

#### Cavallo con maniglie

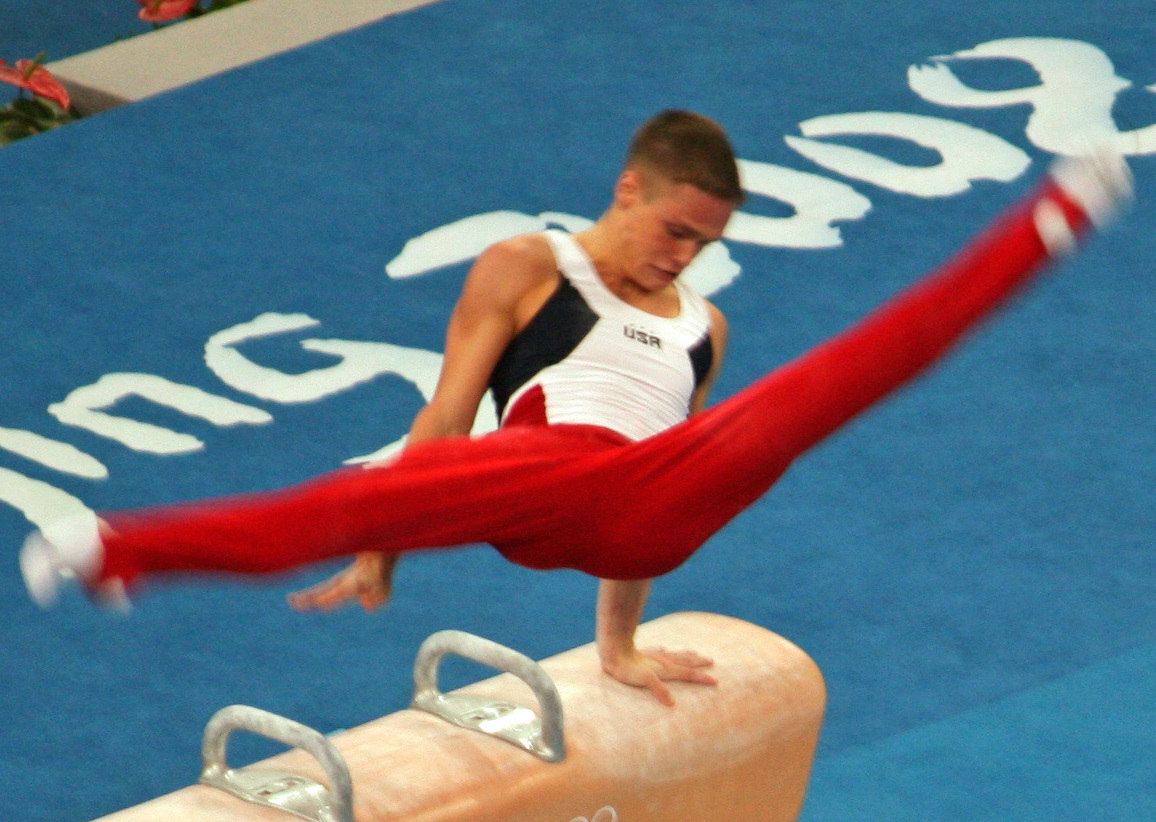
Alexander Artemev gareggia su cavallo con maniglie

Il cavallo con maniglie (in inglese "pommel horse", abbreviato in PH) è alto da terra 105 cm ed è dotato di maniglie alte 15 cm montate parallelamente e nella parte superiore dell'attrezzo. Ogni atleta, per effettuare un esercizio, deve tenersi sull'attrezzo solo con le mani: se un atleta in gara toccasse l'attrezzo con i piedi, ci sarebbe una penalizzazione da parte dei giudici. I movimenti principali dell'attrezzo sono la sforbiciata e il mulinello, che consistono in rotazioni delle gambe e delle braccia in appoggio sulle diverse parti dell'attrezzo.

#### Parallele simmetriche

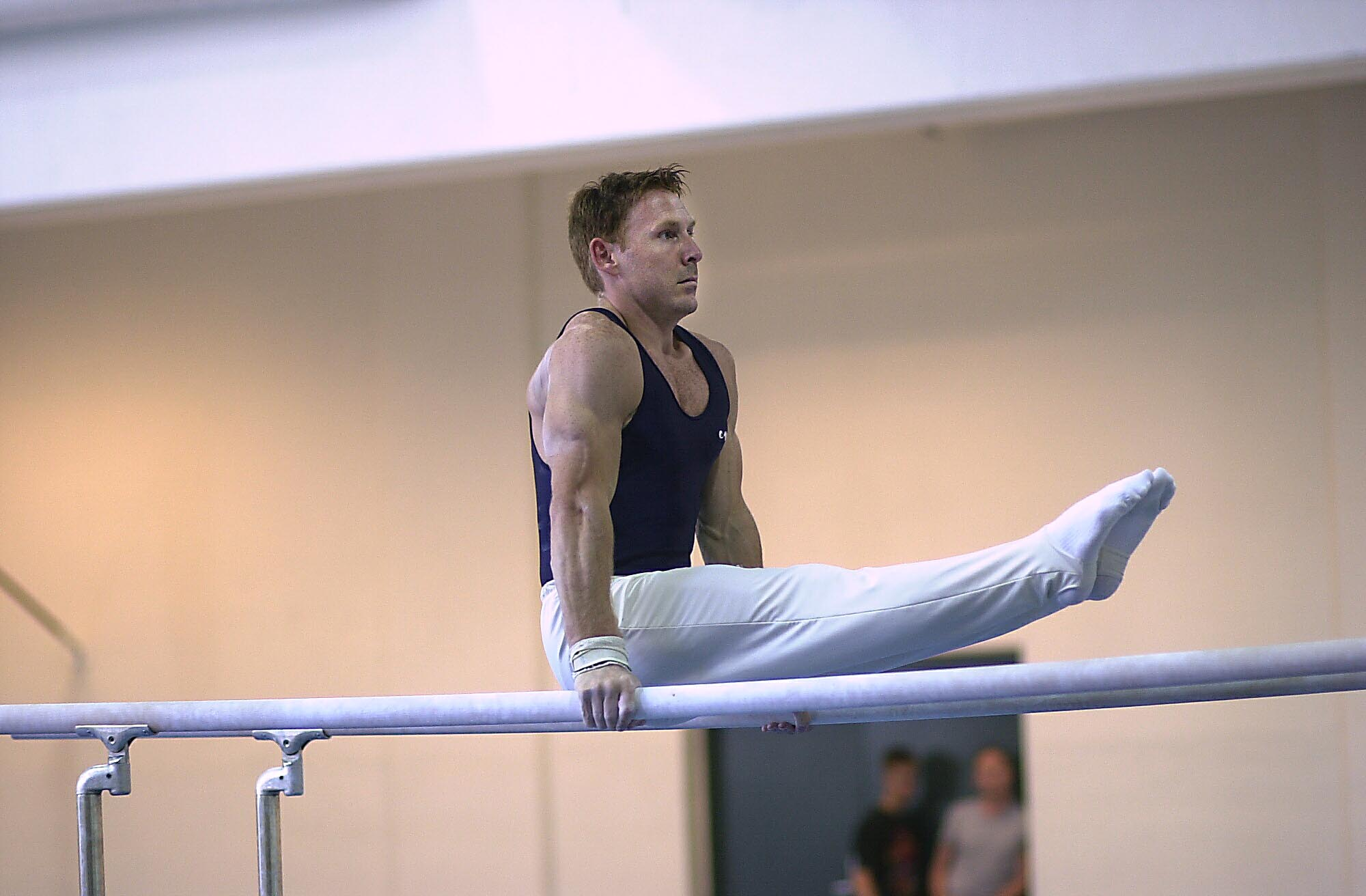
Espen Jansen impegnato alle parallele

Le parallele simmetriche o pari (in inglese "parallel bars", abbreviato in PB) sono costituite da due staggi, composti da strati di diversa flessibilità in legno e solitamente dotati di anima metallica, regolabili a diverse altezze. Al ginnasta viene richiesta una serie di evoluzioni al loro interno, senza mai toccare il suolo con i piedi, ma sfruttando l'oscillazione sulle braccia, sulla base della quale si sviluppano passaggi in verticale fra staggi, salti, ed infine l'uscita dall'attrezzo.

#### Sbarra

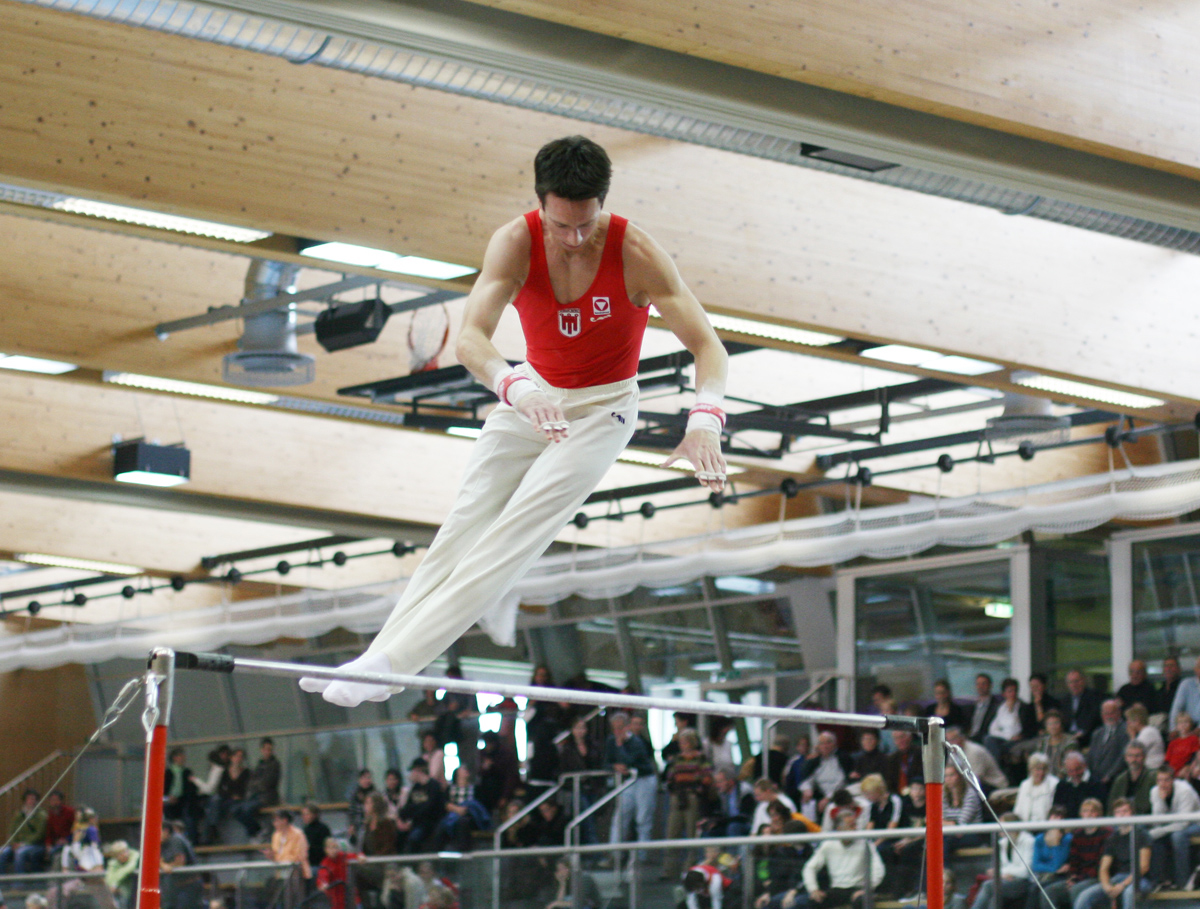
Marco Baldauf alla sbarra

La sbarra (in inglese "horizontal bar", abbreviato in HB) è un attrezzo simile alle parallele asimmetriche femminili, costituito da un solo staggio, L'esercizio è eseguito dal ginnasta senza mai scendere dall'attrezzo. L'elemento principale che il ginnasta utilizza per eseguire i vari elementi è chiamato granvolta, un movimento circolare attorno alla sbarra che può essere eseguito di petto o di dorso. Durante la granvolta il ginnasta accumula energia cinetica e, sfruttando anche l'elasticità della sbarra, attua dei salti al di sopra o alla stessa altezza dell'attrezzo (come il kovacs o il Cassina). L'esercizio inizia con un'entrata e termina con un'uscita, nella quale il ginnasta si stacca definitivamente dallo staggio ed atterra sul materasso.

## Metodo di competizione
Alle Olimpiadi e ai Mondiali la competizione è suddivisa in 4 sezioni che si svolgono in giorni diversi: qualificazioni, finale a squadre, finale individuale e finali ad attrezzo.
- Durante le qualificazioni (in inglese team qualifying, abbreviato in TQ), i ginnasti competono con la loro squadra nazionale su tutti e quattro (GAF)[1] o sei (GAM)[2] gli attrezzi. I punteggi ottenuti in questa sessione non comportano la vittoria di una medaglia, ma sono usati per determinare quali squadre possono partecipare alla finale a squadre (le prime 8) e i ginnasti che possono competere nella finale individuale (i primi 24) e ad attrezzo (i primi 8). Il metodo di gara è il 5-4-3: cinque ginnasti per squadra, quattro gareggiano su ogni attrezzo, i tre migliori punteggi vengono presi in considerazione. Per le Olimpiadi di Tokyo 2020 la Fig ha però deciso che ogni squadra è composta da solo 4 elementi, perciò si userà il metodo 4-4-3 in qualifica e 4-3-3 nella finale a squadre.[3]
- Nella finale a squadre (in inglese "team final", abbreviato in TF), i ginnasti gareggiano con la loro squadra nazionale su tutti e quattro (GAF)[1] o sei (GAM)[2] gli attrezzi. I punteggi ottenuti in questa sessione sono utilizzati per determinare quali delle 8 squadre partecipanti saliranno sul podio. Il metodo di gara è il 5-3-3: cinque ginnasti per squadra, tre gareggiano su ogni attrezzo, tutti e tre i punteggi vengono presi in considerazione.
- Nella finale individuale (in inglese "all-around final", abbreviato in AA), i ginnasti gareggiano individualmente su tutti e quattro (GAF)[1] o sei (GAM)[2] gli attrezzi. I risultati di tutti e quattro/sei gli attrezzi vengono sommati e i tre ginnasti col totale maggiore vincono una medaglia nel concorso generale individuale. Solo due ginnasti per nazione, a causa della regola "two-per-country" possono partecipare alla competizione. La regola è stata introdotta nel 2004, per evitare che i podi fossero dominati dalle nazioni più forti (prima del 2004 potevano gareggiare 3 ginnaste per nazione).[4]
- Nelle finali ad attrezzo (in inglese "event finals", abbreviato in EF), o finale di specialità, competono i ginnasti che si sono qualificati con i primi otto punteggi in ogni attrezzo. Anche in questo caso solo due ginnasti per nazione possono partecipare ad ogni finale ad attrezzo.

La regola è stata introdotta nel 2004, per evitare che i podi fossero dominati dalle nazioni più forti (prima del 2004 potevano gareggiare 3 ginnaste per nazione).
La regola è presente alle Olimpiadi e ai Campionati Mondiali. Le altre competizioni non sono vincolate a questo regolamento e possono utilizzare altri metodi di gara. Ad esempio, ai Giochi Panamericani del 2007, il metodo di gara era il 6-5-4, permettendo a tre atleti di ogni paese di passare nella finale individuale.

### Limiti di età
La FIG impone un limite minimo di età per i ginnasti che competono in campo nazionale: 7 anni compiuti nel momento dell'iscrizione alla gara scelta. Le diverse fasce di età sono divise in categorie: con il termine categoria senior, ci si riferisce a qualsiasi ginnasta professionista con un'età ammissibile dalle norme della Federazione Internazionale. Con il termine categoria junior, ci si riferisce a qualsiasi ginnasta professionista che compete a livello nazionale e internazionale con un'età inferiore a quella imposta dalla Federazione. Dal 2012 le ginnaste devono avere almeno 16 anni o compiere 16 anni entro l'anno solare per essere classificate come "senior".
Solo i ginnasti della categoria senior possono competere ai Giochi Olimpici, ai Campionati Mondiali e alle Coppe del Mondo. Non vi è, invece, alcun limite di età massima. Inoltre, in alcune competizioni come i Goodwill Games, i Giochi Panamericani e i Pacific Rim, atleti della categoria senior e junior competono insieme.
L'età minima richiesta dalla Federazione è senza dubbio una delle regole più controverse della ginnastica artistica, ed è spesso stata dibattuta da allenatori, ginnasti e addetti a questo sport. Un altro argomento molto discusso è quello che riguarda la falsificazione dell'età. Dal momento che questa regola è stata adottata nel 1980, ci sono stati casi documentati o sospetti di junior con documenti falsificati per poter competere come senior. Il limite di età è applicato sia nella ginnastica maschile che in quella femminile, ma è molto più controversa in quella femminile: la maggior parte dei ginnasti raggiunge un buon livello fisico nella tarda adolescenza o attorno ai vent'anni; le ginnaste invece sono in grado di competere a livello internazionale già nel periodo adolescenziale.

### Punteggi e Codice dei punteggi
I punteggi vengono stabiliti dal Codice dei punteggi (CdP), il quale viene aggiornato ogni 4 anni subendo cambiamenti più o meno incisivi. Il Codice contiene sia le regole per assegnare i punteggi sia l'elenco degli elementi permessi; quando un atleta è il primo ad eseguire un determinato elemento in una gara FIG, l'elemento prende il nome dell'atleta. Questo sistema è stato radicalmente rivisto nel 2006: in base al nuovo codice, i punti vengono "divisi" in due parti, in modo da valutare i diversi aspetti della prestazione in maniera il più possibile oggettiva.
- D-Score: è dato dalle difficoltà eseguite, dai collegamenti tra gli elementi e dall'esecuzione delle esigenze specifiche che ogni attrezzo prevede (nel CdP 2017-2020 queste esigenze sono 4, ognuna delle quali vale 0,5 punti). Le difficoltà vengono classificate in lettere: A, B, C, D, E, F, G, H, I, J. Ad ogni lettera corrisponde un valore numerico crescente (A=0,1; B=0,2 e così via): per calcolare il D-score si prendono in considerazione gli 8 elementi col valore più alto, ai quali vengono sommati i bonus per i collegamenti e 0,5 punti per ogni esigenza richiesta dal Codice.
- E-Score: se nell'esercizio ci sono almeno 7 elementi, parte da 10 punti; va a scalare a seconda della qualità dell'esecuzione dell'esercizio, con le penalità (parti del corpo piegate, errori nell'atterraggio…). Come il calcolo del D-score, anche quello dell'E-score è regolamentato dal CdP.

Il cambiamento più evidente dal 2006 è stato quello dell'interrompere la possibilità di ottenere un "10 perfetto" in gara. Prima del 2006, ad ogni esercizio veniva assegnato un valore di partenza (in inglese "Start Value", abbreviato in SV). Un esercizio poteva valere al massimo 10: una routine con tutti gli elementi necessari aveva automaticamente un valore di partenza base (9,4 nel 1996; 9,0 nel 1997; 8,8 nel 2001). Per poter aumentare il valore fino a 10, il ginnasta doveva eseguire combinazioni più complesse.

#### Sanzioni, ammonizioni ed espulsioni
Anche nella ginnastica artistica il regolamento prevede ammonizioni ed espulsioni. Gli allenatori che violano le regole previste dal Codice dei punteggi possono essere ammoniti e poi espulsi.
Tra le regole vi sono:
- Divieto per gli allenatori di parlare o fare segnali ai ginnasti, urlare o incitare durante l'esercizio;
- Divieto di cambiare l'altezza degli attrezzi e di aggiungere, modificare o rimuovere molle della pedana;
- Divieto di ritardare la competizione e di ostruire la visuale ai giudici;
- Divieto di discutere con giudici attivi o con persone esterne al campo gara (con eccezione del medico della squadra e del capo delegazione) durante la competizione;
- Divieto di attuare comportamenti indisciplinati o offensivi;
- Divieto di guardare i giudici quando una ginnasta ha finito un elemento

## Competizioni

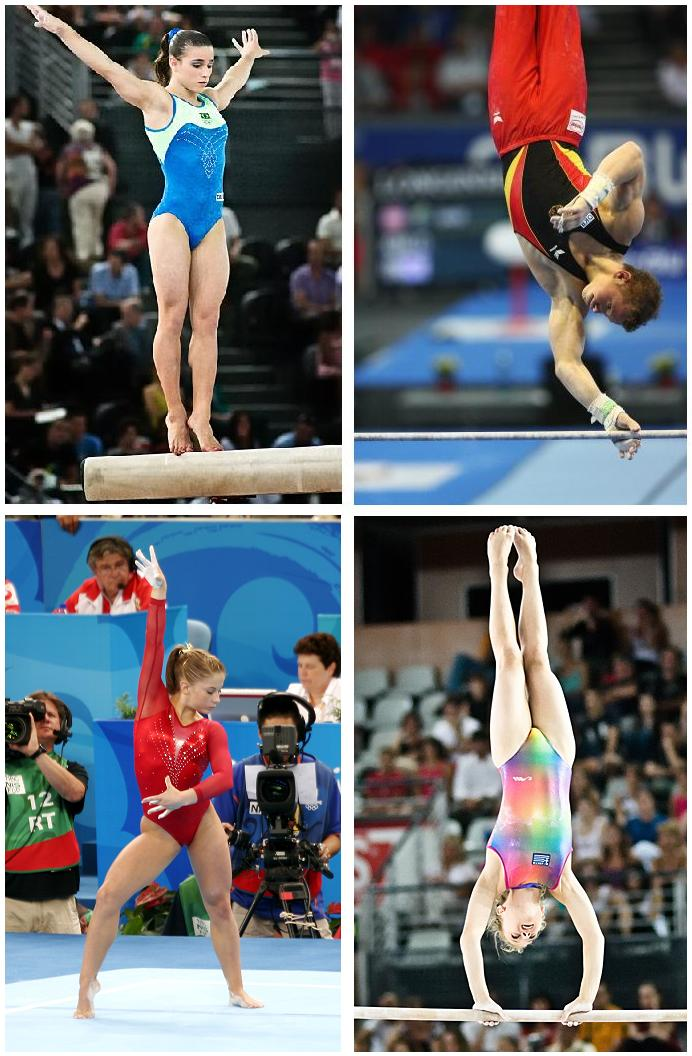
In senso orario:
Jade Barbosa alla Mediterraneo Gym Cup 2008;
Fabian Hambüchen ai Mondiali 2007;
Stefani Bismpikou alla Mediterraneo Gym Cup 2008;
Shawn Johnson ai Giochi Olimpici di Pechino.

### Internazionali
- Giochi Olimpici: la ginnastica artistica è uno degli eventi più popolari delle Olimpiadi Estive che si svolgono ogni quattro anni. Le prime otto squadre classificate nel concorso maschile e femminile dei Campionati Mondiali si qualificano direttamente ai Giochi. Quelle classificate tra il nono e il sedicesimo posto partecipano al Test Event pre olimpico che qualifica altre quattro squadre. I vincitori di medaglie individuali si qualificano direttamente.
- Campionati Mondiali: possono competere in questa gara tutte le squadre facente parti della Federazione Internazionale. Si sono svolti a cadenza irregolare (attualmente annuale) a partire dal 1903 con metodi di gara differenti: finali a squadre/concorso individuale/finali ad attrezzo o concorso individuale/finali ad attrezzo o solo finali ad attrezzo.
- Coppa del Mondo: i ginnasti vengono invitati in base ai loro risultati Olimpici e Mondiali e i vincitori vengono premiati con un compenso in denaro.
- Goodwill Games: competizione soppressa nel 2001.
- Trofeo Città di Jesolo: nato nel 2008 come "Grand Prix Città di Jesolo", è la più importante gara amichevole internazionale di ginnastica artistica femminile.

### Continentali
- Giochi Panafricani. La ginnastica artistica è uno degli eventi presenti in questa manifestazione multisportiva che si disputa ogni quattro anni a livello continentale africano.
- Giochi Asiatici. La ginnastica artistica è uno degli eventi presenti in questo evento sportivo quadriennale che prevede la competizione tra i migliori atleti del continente asiatico.
- Giochi del Commonwealth. La ginnastica artistica è uno degli eventi presenti in questa manifestazione sportiva organizzata dalla Commonwealth Games Federation e tenuta ogni quattro anni, che richiama i migliori atleti delle Nazioni del Commonwealth.
- Campionati Europei. Un campionato di sola ginnastica artistica che si tiene ogni anno a livello continentale europeo.
- Pacific Rim Championships. È una delle più importanti competizioni regionali di ginnastica artistica. Si tiene biennalmente e possono partecipare le nazioni membri della Pacific Alliance of National Gymnastics Federations, tra cui l'Australia, il Canada, la Cina, il Giappone, la Russia e gli Stati Uniti.
- Giochi Panamericani. Dopo quelli Olimpici, è la maggiore manifestazione sportiva multi-disciplinare in termini di nazioni partecipanti: organizzati ogni quattro anni, nell'anno precedente a quello delle Olimpiadi, vengono in competizione atleti dei paesi del continente americano.
- Giochi Sudamericani. La ginnastica artistica è uno degli eventi presenti in questa manifestazione multisportiva che si disputa ogni quattro anni a livello sudamericano.
- Giochi del Mediterraneo

### Nazionali
Molte nazioni hanno una competizione a livello nazionale (i "Campionati Nazionali") che si svolge ogni anno, e che determina i migliori ginnasti nella categoria individuale e nei quattro (GAF) o sei (GAM) attrezzi.
In Italia ci sono: 
- Campionati italiani assoluti di ginnastica artistica (individuali)
- Campionato italiano di Ginnastica Artistica (a squadre)